# Nōgata
Nōgata (japanska: 直方市 ?, Nōgata-shi) är en stad i Fukuoka prefektur i Japan. Staden fick stadsrättigheter 1931.